# Clark Donatelli
John Clark Donatelli (Providence, 22 novembre 1967) è un allenatore di hockey su ghiaccio ed ex hockeista su ghiaccio statunitense.

## Carriera
Con la maglia degli Stati Uniti ha disputato tre edizioni dei mondiali (1985, 1986 e 1987) e due dei giochi olimpici invernali (Calgary 1988 e Albertville 1992).
A livello di club, in NHL ha disputato 25 partite coi Minnesota North Stars e 12 (di cui 2 nei play-off) coi Boston Bruins, mentre ha avuto maggior successo nelle minors, in American Hockey League (coi Providence Bruins) e in International Hockey League (Kalamazoo North Stars, San Diego Gulls, Los Angeles Ice Dogs e Detroit Vipers).
Dopo il ritiro ha cominciato ad allenare; dal 2011 al 2015 ha guidato i Wheeling Nailers in ECHL, poi venne promosso in American Hockey League ai Wilkes-Barre/Scranton Penguins, che ha guidato fino al 2019. Ha allenato anche gli Stati Uniti under 18 in due edizioni del Memorial Ivan Hlinka (2016 e 2017).
Nel gennaio 2021 è stato chiamato come head coach dei Krefeld Pinguine in Deutsche Eishockey-Liga, venendo poi confermato nella stagione successiva. La sua seconda stagione sulla panchina dei Pinguine durò tuttavia poche settimane: già il 23 settembre venne esonerato e sostituito dal suo secondo, il russo Igor Zakharkin. Rimase tuttavia in squadra con il ruolo di scout fino al termine della stagione.